# Народный артист Казахской ССР
«Народный артист Казахской ССР» — почётное звание. Присваивалось Президиумом Верховного Совета Казахской ССР выдающимся деятелям искусства, особо отличившимся в деле развития театра, музыки и кино.
Присваивалось, как правило, не ранее чем через пять лет после присвоения почётного звания « заслуженный артист Казахской ССР» или «заслуженный деятель искусств Казахской ССР». Следующей степенью признания было присвоение звания «Народный артист СССР».
С распадом Советского Союза в Казахстане звание «Народный артист Казахской ССР» было заменено званием «Народный артист Казахстана», при этом за званием  сохранились права и обязанности, предусмотренные законодательством бывших СССР и Казахской ССР о наградах.